# Alpine National Park
Alpine National Park är en nationalpark i delstaten Victoria i Australien. Parken ligger i Australiens högsta bergskedja, Australiska alperna. Den högsta punkten i parken är Mount Bogong (1 986 meter över havet), som också är Victorias högsta punkt. 